# Allen Ludden
Allen Ludden (5 de octubre de 1917-9 de junio de 1981) fue un presentador televisivo estadounidense.

## Educación y carrera
Su verdadero nombre era Allen Packard Ellsworth, nació en Mineral Point, Wisconsin. El apellido Ludden era el de su padrastro. Se graduó en la Universidad de Texas con honores Phi Beta Kappa en 1940, y recibió su grado de Master of Arts en inglés por la misma universidad en 1941. Sirvió en el Ejército de los Estados Unidos, recibió la Estrella de Bronce, y se licenció en 1946 con el rango de capitán. En los últimos años cuarenta y primeros cincuenta daba consejos en columnas de revistas juveniles, así como en programas radiofónicos dirigidos a ellos, ganando un Premio Peabody en 1950 por su propio programa juvenil, Mind Your Manners.
Ludden presentó numerosos concursos, incluyendo College Bowl, pero se hizo sobre todo famoso por su intervención en Password en la CBS y en la ABC entre 1961 y 1975. Empezó a presentar una versión del juego, Password Plus, en la NBC, en 1979, pero la enfermedad le forzó a dejarlo en 1980. Otros shows en los que trabajó son Liar's Club, Win With the Stars, y Stumpers! También presentó el programa piloto original de The Joker's Wild y un programa de variedades, Allen Ludden's Gallery.

## Familia
Ludden, católico, era viudo con tres hijos. Su primera esposa, Margaret McGloin, había fallecido a causa de un cáncer en 1961. Propuso matrimonio a las dos veces divorciada Betty White, a quien conoció en Password, casándose con ella el 14 de junio de 1963, matrimonio que duró hasta el fallecimiento de Ludden. Actuaron juntos en un episodio de la serie The Odd Couple. Ludden también actuó como invitado en el programa Match Game.
A petición de Dodd, Mead & Co., Ludden escribió y publicó cuatro libros de la serie "Plain Talk", dedicada a asesoramiento para los jóvenes. También escribió una novela, "Roger Thomas, Actor!" (1959), también dirigida a los jóvenes lectores. En 1961 recibió el premio Horatio Alger.

## Muerte
Ludden falleció por un cáncer de estómago en Los Ángeles en 1981. Varios meses antes había sufrido un accidente cerebrovascular, que le forzó a retirarse. Tom Kennedy le sustituyó en Password Plus.
Póstumamente fue recompensado con una estrella en el paseo de la fama de Hollywood.